# Eugène Désiré Piron
Eugène Désiré Piron (Dijon, 30 de abril de 1875-Aix-en-Provence, 17 de noviembre de 1928) fue un escultor francés, especializado en figuras fundidas en bronce y retratos, dentro del estilo art nouveau. También realizó algunos monumentos públicos.

## Datos biográficos
Nacido en Dijon el 30 de abril de 1875.En el año 1890, cuando contaba quince años, pintó el cuadro titulado El Castillo de los Gendarmes de Dijon (Le Chateau des Gendarmes a Dijon), conservado en el Museo de Bellas Artes de Dijon. Fue alumno de la Escuela de Bellas Artes de París; allí asistió a los talleres de Louis-Ernest Barrias y Jules-Félix Coutan.
En 1903, ganó el prestigioso Premio de Roma en escultura, con el relieve en yeso titulado Dalila libra a Sansón de los filisteos - Dalila livre Samson aux Philistins. -.Permaneció pensionado en la Villa Médici de Roma durante los años 1903 a 1907; siendo directores de la Academia de Francia en Roma, durante ese periodo, el escultor Eugène Guillaume (hasta 1904) y el pintor Carolus-Duran. De este último realizó un retrato en busto de bronce, conservado en la ENSBA de París. En Roma entró en contacto con diferentes artistas, entre otros el pintor belga Isidore Opsomer y el pintor Emile Aubry, que realizó un retrato de Piron, con una dedicatoria en el cuadro que dice:
A M.Piron en recuerdo de la Villa Medicis, Aubry
También durante este tiempo, viajó a Atenas y realizó una copia del Ephèbe de Subiaco (en 1905), según el modelo antiguo conservado en el Museo de las Termas de Diocleciano en Roma. Desde 1907 fue miembro de la Sociedad de los artistas Franceses, lo que le permitía participar en los Salones de París. En la Escuela de Bellas Artes de París también se conserva un molde del cráneo y la mano derecha en escorzo de 1909
Poco antes de la 1ª Guerra Mundial realizó un monumento en memoria del poeta Alexis Piron, del que era descendiente. Realizado en piedra, fue instalado en una plaza de su ciudad natal Dijon (actualmente desaparecido).
Justo antes de la Guerra, se le encarga la decoración de la Villa del senador Ernest Messner en Dijon, con la música y la danza como tema conductor. Todavía se conserva una faunesa tallada en piedra en el jardín. El conjunto de la Villa Messner es Patrimonio Histórico de Francia y es la sede de la "Burgundy Association for dance and Music".
Durante la guerra su estatua del General Carnot se instaló en la fachada del Louvre que da a la Rue Rivoli (1916).
Tras la Gran Guerra realizó el Monumento a los muertos de Péroy-les-Gombries que todavía se encuentra hoy a la entrada del municipio; realizado a partir de la ley del 25 de octubre de 1919. Este proyecto fue obra de Piron y estuvo gestionado por la fundición Société Antoine Durenne.

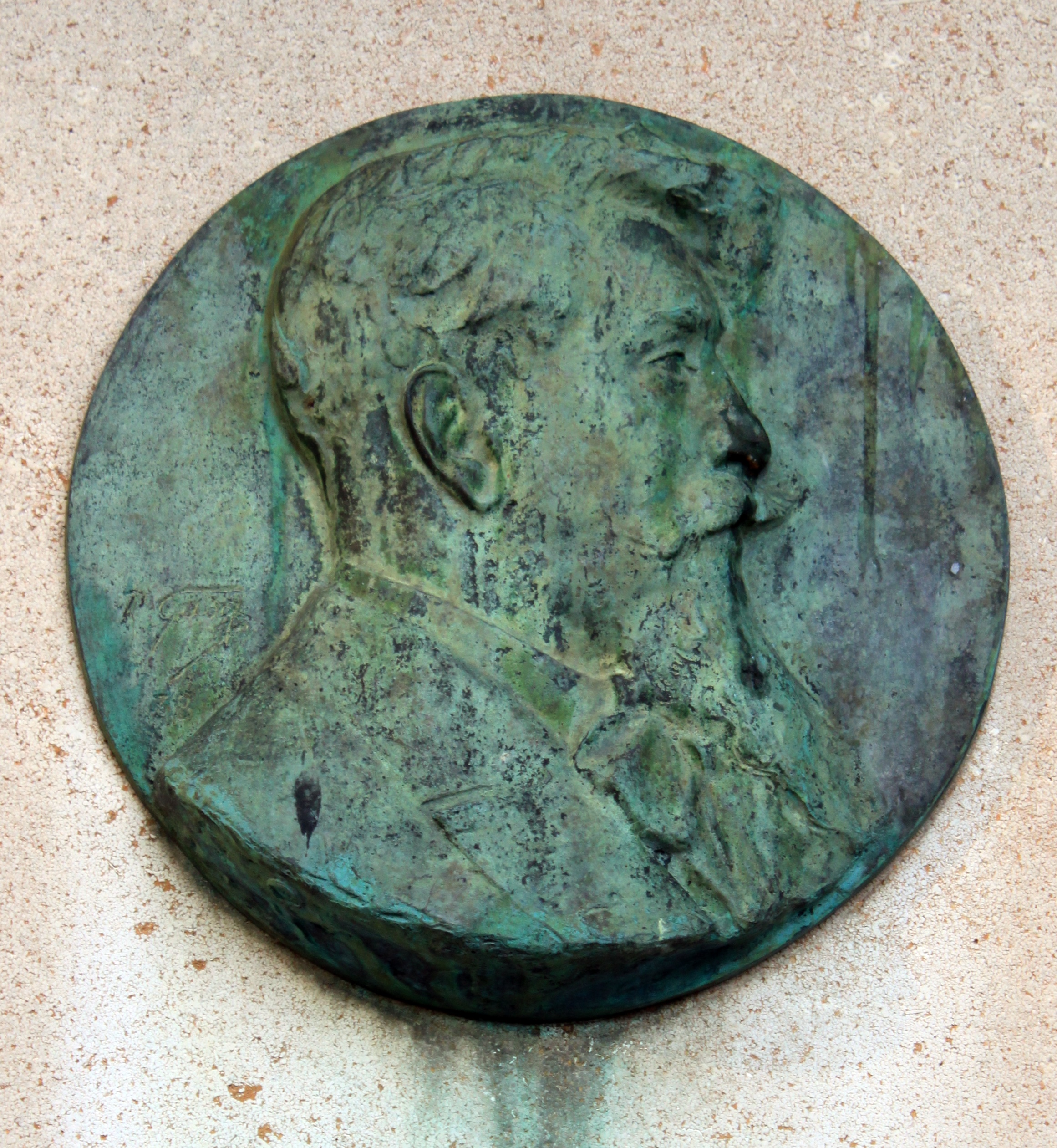
Retrato del escultor

En 1923 participa en el concurso público para la realización del Monumento a los muertos en el cementerio de Saint Roch de Salon de Provence. Este proyecto partió de un acuerdo municipal del 9 de agosto de 1919, iniciado con una colecta de 10 000 francos. En palabras del mismo Piron:
"El monumento completamente tallado en la roca representa una brecha que sirve para acceder a la bóveda donde los muertos se depositan. A la entrada de la brecha un clarín da la voz de "Sublime Despertar", que dirige hacia la multitud de los que descansan allí .. " Se entiende, que el clarín es la versión moderna del ángel que anuncia el Juicio Final y la Resurrección.
El Monumento a los muertos de Salon de Provence fue inaugurado oficialmente 11 de noviembre de 1925 y es reconocido como único en su género. Sigue siendo único en su monumentalidad, su hiperrealismo, pero sobre todo por su humanidad.
Eugene Piron se suicidó el 17 de noviembre de 1928 en Aix-en-Provence. Fue enterrado en el cementerio de St-Roch, al pie de la obra que lo inmortalizó junto a los muertos de Salon de Provence. En 1948, un fauno de Piron fue instalado en el jardín botánico de la Arquebuse de Dijon, en 2000 fue retirado para preservarlo en el Museo de Orsay.

## Homenajes
Una calle lleva su nombre en Salon de Provence.

## Obras

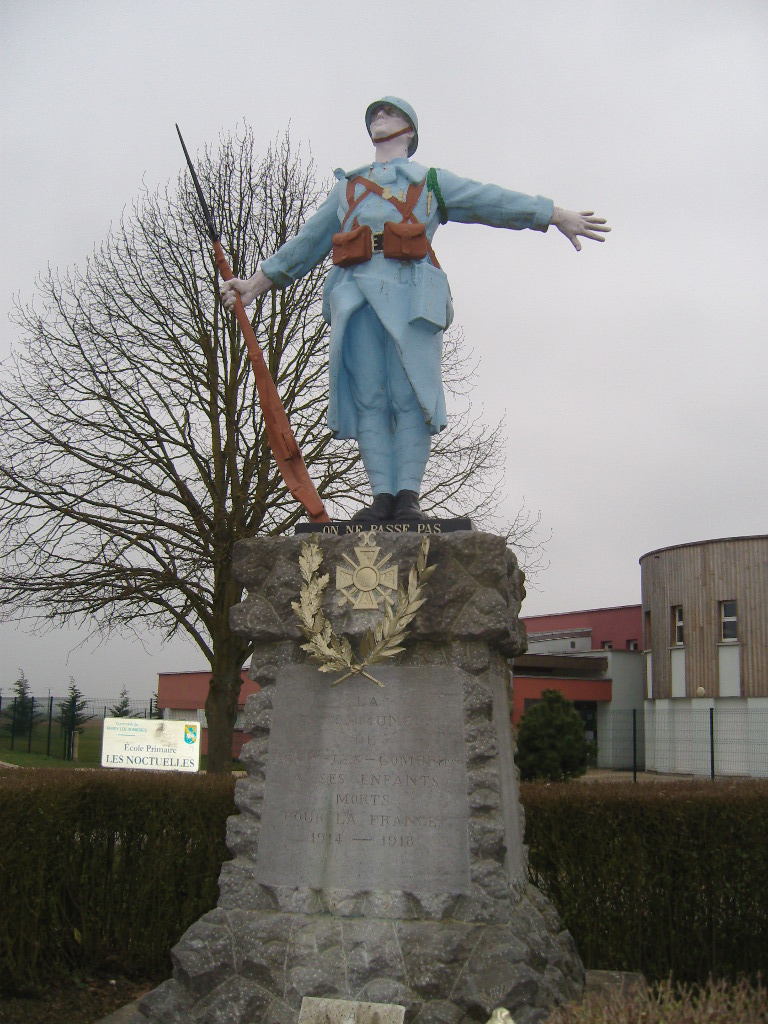
Monumento a los muertos de Péroy-les-Gombries

Entre las mejores y más conocidas obras de Eugène Désiré Piron se incluyen las siguientes:
Primeras obras
- El Castillo de los Gendarmes de Dijon (Le Chateau des Gendarmes a Dijon),1890 cuadro conservado en el Museo de Bellas Artes de Dijon
- Dalila livre Samson aux Philistins. - Dalila libra a Sansón de los filisteos.1903 , relieve en yeso
- Moldeado de cráneo humano y mano derecha en escorzo de 1909 , conservado en la ENSBA(ensba.fr)
- Efebo de Subiaco - Ephèbe de Subiaco, 1905,[8] escultura antigua conservada en el Museo Nazionale delle Terme, anexo a las Termas de Diocleciano en Roma. La Copia de Piron se conserva en la École des beuax-arts de París.

### Monumentos públicos
- Monumento al poeta Alexis Piron, piedra, en Dijon[15] (1910, anterior a la 1ªGM) desaparecido.[16]
- Estatua de Carnot médico general y político, 1753-1823 , obra de 1916 En la fachada del pabellón Marsan, ala Rohan, lado de la calle Rivoli[17]
- On ne passé pas, Monumento a los muertos de la Gran Guerra y de la 2ª Guerra en Péroy-les-Gombries, 1919.[18] Representa a un soldado con los brazos extendidos. Policromado.
- Monumento a los muertos de la Gran Guerra en Salon de Provence. Realizado a partir de
- Decoración de la Villa Messner en Dijon. Patrimonio histórico de Francia:

Fauno en piedra del jardín.
También participó en la ejecución del monumento a los muertos de Dijon.

### Bronces
- Bailarina con pañuelo - Danseuse à l'écharpe, Bronce dorado con peana de ónice  1900
- Retrato de una joven - Büste eines jungen Mädchens , bronce con pátina de plata
- Figura de niña tocando el triángulo - Figure of a girl playing a triangle , 1925 bronce con pátina , altura 20 cm
- Ninfas y criaturas del bosque bailando - Nymphs & Forest Creatures Dancing , bronce sobre peana de piedra[19] Un fauno y dos ninfas bailan portando una guirnalda de flores.
- Baile de la bacanal del vino - Bacchanalian Wine Dance, hacia 1920. Tres figuras de ninfas bailando. bronce, peana de granito verde.[20]  tres ninfas bailan portando una guirnalda de flores.
- Pan , mediados de 1920, bronce , en el jardín del atrio del Museo Norton en Palm Beach[21] Donado por el coleccionista Eddie Stuart Cohen en memoria de su esposa, Perle.[22] La figura de un infante cogiendo del cuello a un cervatillo[23]

- La mujer del cofre - Femme au coffret escultura criselefantina (hacia 1928) altura 20 cm [24]
- Danseur a la grenouille[25]
- El bailarín de la flauta - Pipe dancer , altura 60 cm[24] representa la figura de un hombre que sopla un aulos la flauta doble de los griegos, en bronce, sobre un zócalo redondo de piedra.
- Hombre bailando -Dancing man[24] representa la figura de un hombre con el pie derecho levantado en actitud de avanzar bailando.

- Joven fauno, conservado en la Presidencia del Senado francés
- Faunesa con flauta'[26]
- Faunesa con espejo, en el ministerio de Educación Nacional

Retratos
- busto de un hombre barbudo, 1916, mármol blanco[27]
- Busto de Jules Massenet, Museo de l' Opera
- Retrato de Carolus-Duran, busto conservado en la ENSBA[28]
- Cabeza de un druida, Prefectura de l'Aisne.